# Gouvernement Malek
République algérienne
Abdesslam Sifi I
Le gouvernement de  Redha Malek était le gouvernement algérien en fonction du 21 août 1993 au 16 avril 1994
Le chef du gouvernement est nommé le 21 août 1993 par Ali Kafi et les membres du gouvernement le 4 septembre 1993. À la suite de la nomination de Liamine Zeroual comme chef d'Etat, le gouvernement est reconduit le 31 janvier 1994.

## Composition
| Portefeuille                                                                                | Ministre                                          |
| ------------------------------------------------------------------------------------------- | ------------------------------------------------- |
| Chef du gouvernement                                                                        | Redha Malek                                       |
| Ministre de la Défense nationale                                                            | Liamine Zéroual                                   |
| Ministre des Affaires étrangères                                                            | Mohamed Salah Dembri                              |
| Ministre de l’Intérieur et des Collectivités locales                                        | Salim Saadi                                       |
| Ministre de la Justice                                                                      | Mohamed Teguia                                    |
| Ministre de l’Économie                                                                      | Mourad Benachenou                                 |
| Ministre de la Communication                                                                | Mohamed Merzoug                                   |
| Ministre des Affaires religieuses                                                           | Abdelhafid Amokrane                               |
| Ministre de l’Éducation nationale                                                           | Ahmed Djebbar                                     |
| Ministre de la Jeunesse et des Sports                                                       | Sid Ali Lebib                                     |
| Ministre des Postes et Télécommunications                                                   | Tahar Allan                                       |
| Ministre de la Formation professionnelle                                                    | Hacène Laskri                                     |
| Ministre du Travail et de la Protection sociale                                             | Lounés Bourenane                                  |
| Ministre de l’Agriculture                                                                   | Ahmed Hasmim                                      |
| Ministre de l’Équipement                                                                    | Mokdad Sifi                                       |
| Ministre de l’Industrie et des Mines                                                        | Mokhtar Maherzi                                   |
| Ministre des Transports                                                                     | Mohamed Arezki Isli                               |
| Ministre de la Santé et de la Population                                                    | Mohamed Seghir Babes                              |
| Ministre des Moudjahidine                                                                   | Brahim Chibout                                    |
| Ministre de l’Énergie                                                                       | Ahmed Benbitour                                   |
| Ministre de l’Habitat                                                                       | Mohamed Maghlaoui                                 |
| Ministre délégué au Budget auprès du ministre de l’Économie                                 | Ali Brahiti                                       |
| Ministre délégué au Commerce auprès du ministre de l’Économie                               | Mustapha Mokraoui                                 |
| Ministre délégué chargé de la Petite et Moyenne entreprise auprès du ministre de l’Économie | Réda Hamiani                                      |
| Ministre délégué aux Universités et à la Recherche scientifique                             | Aboubakr Benbouzid                                |
| Secrétaire d’État à la Coopération et aux Affaires maghrébines                              | Ahmed Ouyahia (jusqu’au 12 mars 1994) Ahmed Attaf |
| Secrétaire d’État du gouvernement                                                           | Saïd Boulchair                                    |